# Национално географско дружество
Националното географско дружество (на английски: National Geographic Society) е едно от най-големите нестопански научни и образователни институции в света. Седалището е в САЩ (Вашингтон, окръг Колумбия). Основано е през 1888 г. от група учени. Неговите интереси включват география, археология и природни науки.
Управлява се от управителен съвет, чиито 21 членове включват отличени възпитатели, ръководители на бизнеса, бивши правителствени служители и природозащитници.
Има магазини във Вашингтон, Лондон, Сидни и Панама.